# Le Couple
Le Couple（ル・クプル、フランス語でカップルや夫婦を意味する）は、日本の音楽ユニット。1990年結成。2007年活動終了。

## 概要
当時は、藤田恵美、藤田隆二の夫婦によるユニットであったが、2005年活動休止。2007年2月に正式に離婚。藤田恵美は「藤田恵美」、「ル・クプル 藤田恵美」、「ルクプル 藤田恵美」またはEmiで単独での活動をしている。藤田隆二は「藤田隆二」または「ルクプル 藤田隆二」として主に役者を中心にマネージメントする芸能プロダクションであるエーミュージック を経営。

## メンバー
- 藤田恵美（ふじた えみ、1963年5月15日（62歳） - ）東京都清瀬市出身、ボーカルと作詞担当 身長160cm、A型、最終学歴：NHK学園高等学校通信制卒業
- 藤田隆二（ふじた りゅうじ、1963年11月7日（61歳） - ）東京都板橋区出身、ギターほかと作曲担当 身長180cm、B型、最終学歴：高等学校（校名未詳）卒業

## 来歴
藤田恵美は幼稚園の時に劇団ひまわりに入り、小学校の時からドラマの端役で出演するなど子役として芸能界で活動していた。コーラスグループ「ひまわりキティーズ」に参加し、左卜全や若水ヤエ子の楽曲でコーラスを務めた。中学1年の時演歌歌手としてデビューするが売れずに1978年に引退。ブルーグラス、カントリー音楽に出会い、東京・新大塚で不動産屋に勤めるかたわら、アマチュア歌手としてライブハウスで活動を続けた。
藤田隆二は中学2年の時にビートルズの影響を受けギターを始めた。19歳の頃からカントリーバンドのベーシストとして活動。 21歳の時、当時新宿にあったライブハウス「ウィッシュボン」のライブハウス専属バンドに加入。ここで藤田恵美と出会った。
1990年に結婚。結婚後、一時音楽活動を断念するが、3年ほどして夫婦の趣味として再開しオリジナル曲を作り始めた。都内のライブハウスに出演中の所を事務所のチーフマネージャーにスカウトされ、ル・クプルとしてデビューすることになった。
1994年にモコ・ビーバー・オリーブ（ザ・パンチ・パンチ・パンチパーソナリティ三人娘）のカバー曲「海の底でうたう唄」でデビュー。1995年10月から3rdシングル「7月の感傷」のプロモーションの一環として全国の有線放送所をワゴン車で回るキャンペーンを敢行し、9ヶ月かけて全国631ヶ所の有線放送所を完全走破した。
1997年に発売した5thシングル「ひだまりの詩」は、テレビドラマ「ひとつ屋根の下2」の挿入歌になり、180万枚 の大ヒットを記録。同年、第39回日本レコード大賞優秀作品賞受賞、また、第48回NHK紅白歌合戦にも出演した。
2005年にLe Coupleの活動を休止。2007年2月初旬に離婚届を提出して正式に離婚し、活動を終了した。
2015年9月11日に「爆報! THE フライデー」へ元夫妻揃って公の場での再会を果たし、活動休止から10年、活動終了から8年半ぶりに「ひだまりの詩」を歌唱披露した。これまで明かさなかった離婚の原因は、隆二が仕事とのバランスがうまく保てず恵美に対して暴言などがあったためであり、「ひだまりの詩」がもつクリーンなイメージを壊してしまうのが申し訳なく公表しなかったとのこと。その後も元夫妻や親族間の交流は続いているという。

## ディスコグラフィ

### シングル
|      | 発売日         | タイトル                            | 規格品番   | 収録曲 | 備考                           |
| ---- | -------------- | ----------------------------------- | ---------- | --- | ------------------------------ |
| 1st  | 1994年7月21日  | 海の底でうたう唄                    | PCDA-00615 | 1. 海の底でうたう唄 2. 生きがい 3. 海の底でうたう唄(カラオケ) 4. 生きがい(カラオケ)                                                                    | オリコン圏外                   |
| 2nd  | 1994年12月7日  | 夢で待ち合わせしよう                | PCDA-00678 | 1. 夢で待ち合わせしよう 2. 料理記念日 3. 夢で待ち合わせしよう(カラオケ) 4. 料理記念日(カラオケ)                                                        | オリコン圏外                   |
| 3rd  | 1995年7月21日  | 7月の感傷                           | PCDA-00746 | 1. 7月の感傷 2. 見つめているね 3. 7月の感傷(カラオケ)                                                                                                  | オリコン圏外                   |
| 4th  | 1996年12月16日 | My special thanks                   | PCDA-00932 | 1. My special thanks 2. 7月の感傷(Winter Version) 3. My special thanks(カラオケ)                                                                       | オリコン圏外                   |
| 5th  | 1997年5月16日  | ひだまりの詩                        | PCDA-00969 | 1. ひだまりの詩 2. 夕映え 3. Wishes 4. ひだまりの詩(カラオケ)                                                                                          | オリコン最高2位、登場回数40回  |
| 6th  | 1997年10月29日 | Sofa                                | PCDA-01004 | 1. Sofa 2. 片想いのオレンジ 3. Sofa(Backing Track) 4. 片想いのオレンジ(Backing Track)                                                                  | オリコン最高24位、登場回数10回 |
| 7th  | 1998年6月3日   | もしもあなたと暮せたら/縁は異なもの | PCDA-01059 | 1. もしもあなたと暮らせたら 2. 縁は異なもの 3. もしもあなたと暮らせたら(Backing Track) 4. 縁は異なもの(Backing Track)                                  | オリコン最高48位、登場回数3回  |
| 8th  | 1998年9月18日  | 逢えてよかった                      | PCDA-01096 | 1. 逢えてよかった 2. 私の愛し方 3. 逢えてよかった(Backing Track) 4. 私の愛し方(Backing Track)                                                          | オリコン圏外                   |
| 9th  | 1999年5月19日  | ふたつの夢                          | PCDA-01165 | 1. ふたつの夢 2. おはようの風景 3. ふたつの夢(Backing Track) 4. おはようの風景(Backing Track)                                                          | オリコン圏外                   |
| 10th | 1999年8月4日   | お帰りなさい                        | PCDA-01184 | 1. お帰りなさい 2. 夏のピエロ 3. お帰りなさい(Backing Track)                                                                                           | オリコン圏外                   |
| 11th | 2000年3月1日   | ジュリアン                          | PCDA-01199 | 1. ジュリアン 2. 3月の夢〜Dream of March〜 3. ジュリアン(Instrumental) 4. 3月の夢〜Dream of March〜(Instrumental)                                      | オリコン圏外                   |
| 12th | 2000年7月19日  | 一日の終わりに                      | PCCA-01460 | 1. 一日の終わりに 2. The water is wide 3. From a Distance 4. At the End of the Day 5. ジュリアン(American Version)                                     | オリコン圏外                   |
| 13th | 2001年7月4日   | Song of Love                        | PCCA-01542 | 1. Song of Love 2. MAGICAL MORNING 3. 最後のわがまま 4. Song of Love (Instrumental) 5. MAGICAL MORNING (Instrumental) 6. 最後のわがまま (Instrumental) | オリコン圏外                   |

### アルバム
|                | 発売日         | タイトル                                                | 規格品番   | 収録曲 | 備考                           |
| -------------- | -------------- | ------------------------------------------------------- | ---------- | --- | ------------------------------ |
| 1st            | 1994年8月19日  | hide&seek                                               | PCCA-00627 | 1. 落葉の物語 2. 生きがい 3. リクエスト 4. おはなし 5. 時計をとめて 6. 赤い花、白い花 7. 海の底でうたう唄 8. 美しすぎて | オリコン圏外                   |
| 2nd            | 1995年1月20日  | ふたりぐらし 〜mon cinema〜                             | PCCA-00711 | 1. 忘れたいのに 2. 運命の糸 3. 海のララバイ 4. 小江戸ノスタルジー 5. 夢で待ち合わせしよう 6. キッチンからプロポーズ 7. My Therapist 8. 料理記念日 9. カレンダー一冊の恋なら 10. 見つめているね                                                                           | オリコン圏外                   |
| 3rd            | 1997年7月18日  | Another Season -5番目の季節-                            | PCCA-01116 | | オリコン最高6位、登場回数14回  |
| 4th            | 1997年11月26日 | on the sofa                                             | PCCA-01160 | | オリコン最高14位、登場回数11回 |
| 5th            | 1998年7月1日   | 小さな願い                                              | PCCA-01212 | | オリコン最高33位、登場回数3回  |
| ベスト         | 1999年9月17日  | My Special Thanks                                       | PCCA-01369 | | オリコン最高66位               |
| 6th            | 2000年4月19日  | Style F                                                 | PCCA-01432 | 1. ジュリアン 2. DRUMS 3. 3月の夢〜Dream of March〜 4. RIVER 5. リハビリ 6. One-sided Love 7. 素敵な週末 8. 予感 9. 夏のピエロ 10. 絆 11. 優しい嘘 12. 浜千鳥 13. 一日の終わりに                                                                                         | オリコン圏外                   |
| 企画ものベスト | 2004年7月22日  | 10年物語 〜All Singles of the decade and more〜         | PCCA-02060 | | オリコン圏外                   |
| ベスト         | 2010年03月15日 | 藤田恵美・LeCouple Best                                 | PCCA-03141 | 1. 夕映え 2. ひだまりの詩 3. Sofa 4. 縁は異なもの 5. ふたつの夢 6. おはようの風景 7. ジュリアン 8. 一日の終わりに 9. Song of Love 10. 月鏡 11. 佐世保 12. 夢見る朝 〜ドボルザーク「母が教えてくれた歌」より〜 13. 影法師 14. 海よりも虹よりも 15. 虹の橋 16. 心の輝き    | オリコン圏外                   |
| ベスト         | 2015年06月17日 | PLATINUM BEST Le Couple＆藤田恵美 〜The greatest gift〜 |            | 1. 海の底でうたう唄 2. 夢で待ち合わせしよう 3. ひだまりの詩 4. Sofa 5. 縁は異なもの 6. ジュリアン 7. Song of Love 8. The Water is Wide 9. 虹の橋 10. Desperado 11. Today 12. アザミ嬢のララバイ 13. 愛の景色 14. Smile 15. OMOIYARIのうた 16. リンダ 17. ありがとう 人生 |                                |

### ビデオ
1. LIVE VIDEO 「ひだまりの詩 〜Tour de JAPON '98〜」（1998年7月11日収録 1998年10月7日発売）

## タイアップ
| 曲名                      | タイアップ                                                             |
| ------------------------- | ---------------------------------------------------------------------- |
| 夢で待ち合わせしよう      | TBS系「チューボーですよ!」テーマソング                                 |
| My special thanks         | カルビー「大地のポテト」CMソング                                       |
| ひだまりの詩              | テレビドラマ「ひとつ屋根の下2」挿入歌                                  |
| Sofa                      | NTV系ドラマ「心療内科医・涼子」主題歌                                  |
| 縁は異なもの              | NHK教育「課外授業 ようこそ先輩」主題歌                                 |
| 片想いのオレンジ          | アサヒ飲料「バヤリース」CMソング                                       |
| 逢えてよかった            | TBS系ドラマ愛の劇場「再婚トランプ」主題歌 赤い羽根募金イメージ・ソング |
| ふたつの夢                | 花王「ニュービーズ」イメージソング                                     |
| おはようの風景            | ANB系「目撃!ドキュン」エンディングテーマ                               |
| お帰りなさい              | TX系ドラマ「田舎で暮らそうよ」主題歌                                   |
| ジュリアン                | TBS系「はなまるマーケット」エンディングテーマ                          |
| 3月の夢～Dream of March～ | 山崎製パン「食パン“芳醇”」イメージ・ソング                             |
| 一日の終わりに            | 『ベルクラシック』イメージソング                                       |
| The water is wide         | 『セキスイハウス』イメージソング                                       |
| MAGICAL MORNING           | ABCテレビ「おはよう朝日です」オープニングテーマ                        |

## NHK紅白歌合戦出場歴
| 年度/放送回              | 回 | 曲目         | 出演順 | 対戦相手 |
| ------------------------ | -- | ------------ | ------ | -------- |
| 1997年（平成9年）/第48回 | 初 | ひだまりの詩 | 13/25  | 郷ひろみ |